# 鹿草鄉
鹿草鄉，舊稱「鹿仔草」，位於臺灣嘉義縣西南部，北鄰太保市、朴子市，東鄰水上鄉，西鄰義竹鄉，南接臺南市後壁區。鹿草鄉位處嘉南平原之上，八掌溪北岸，地勢平坦，年均溫約22.8℃，氣候上屬副熱帶季風氣候與熱帶季風氣候的過渡帶。

## 歷史
本鄉先民入墾時，見楮樹遍佈，此地因而稱「鹿仔草」。另有一說是，鄭成功復臺時，本地鹿成群於田間食草，故稱本地為「鹿仔草」。
早期的先民，沿著八掌溪岸開墾，明天啟四年，顏思齊、鄭芝龍設有開台十寨，其中第二寨為鹿仔草、第三寨即是龜佛山，鄭成功左武驤將軍在鹿仔草設營鎮屯田，康熙24年沈紹宏取領得「鹿仔草」的開墾權，以李嬰為管事，並招佃墾荒，形成鹿仔草庄，成為諸羅外九庄之一，康熙47年（1708年）將開墾權轉與，泉州府同安移民陳立勳、陳允捷、陳國祚、林龔孫等四人，至雍正12年（1734年）成立一堡稱「鹿仔草堡」。
明治33年（1900年）設區役場，第一次區長為陳國珍，大正9年(1920年)10月1日「鹿草庄役場」開設，並於10月22日付台南內地第九八二號以「鹿草庄」為政稱，隸屬台南州東石郡。
民國34年（1945年）10月25日臺灣戰後時期，於民國35年（1946年）1月18日成立鹿草鄉公所，隸屬臺南縣東石區，民國39年（1950年）調整行政區域，改隸嘉義縣政府迄今。

## 人口
根據嘉義縣水上戶政事務所統計，2024年底鹿草鄉戶數約5.8千戶，人口約1.4萬人，鄉內人口最多與最少的村分別是三角村與施家村，2024年底兩村人口分別為1,443人與428人；人口密度最高與最低的村分別是重寮村與下麻村，2024年底兩村人口密度分別為每平方公里548人與116人。鹿草鄉與嘉義縣其他地區相同，面臨嚴重人口外流、人口老化及少子化的問題，2016年底時鹿草鄉尚有15,808人，至2021年底時已下滑至14,658人，2024年底鹿草鄉人口的年齡結構中，幼年人口佔比約為6.12%，壯年人口佔比約為63.90%，老年人口佔比約為29.98%，老化指數約為490.00%，是嘉義縣青壯年人口佔比最低、老年人口佔比最高的鄉鎮。

## 政治

### 歷任首長

#### 日治時期（鹿仔草區）
| 屆次 | 姓名   | 黨籍 | 任職期間             | 備註 |
| ---- | ------ | ---- | -------------------- | ---- |
| 1    | 陳國珍 |      | 明治30年（民前12年） |      |

#### 日治時期（鹿草）
| 屆次 | 姓名     | 黨籍 | 任職期間                     | 備註         |
| ---- | -------- | ---- | ---------------------------- | ------------ |
| 1    | 郭金盤   |      | 1920年10月1日～1924年9月30日 | 新港人氏     |
| 2    | 郭金盤   |      | 1924年10月1日～1928年9月30日 | 新港人氏     |
| 3    | 小澤松介 |      | 1928年10月1日～1931年5月30日 |              |
| 4    | 白井房吉 |      | 1931年5月30日～1939年5月30日 |              |
| 5    | 白井房吉 |      | 1939年5月30日～1943年5月30日 |              |
| 6    | 白井房吉 |      | 1943年5月30日～1945年        |              |
| 7    | 邱鳳儀   |      | 1945年11月8日                | 民國官派鄉長 |

#### 代表選鄉長時期
| 屆次 | 姓名   | 黨籍 | 任職期間                     | 備註 |
| ---- | ------ | ---- | ---------------------------- | ---- |
| 1    | 江洽   |      | 1945年11月9日～1948年11月5日 |      |
| 2    | 邱鳳儀 |      | 1948年11月5日～1951年8月10日 |      |

#### 民選鄉長時期
| 屆次 | 姓名   | 黨籍       | 任職期間                       | 備註 |
| 1    | 林保宗 | 無黨籍     | 1951年8月10日～1953年8月10日   |      |
| 2    | 林保宗 | 無黨籍     | 1953年8月10日～1956年8月10日   |      |
| 3    | 林保宗 | 無黨籍     | 1956年8月10日～1960年1月6日    |      |
| 4    | 林玉麟 | 無黨籍     | 1960年1月16日～1964年3月1日    |      |
| 5    | 林玉麟 | 無黨籍     | 1964年3月1日～1968年3月1日     |      |
| 6    | 張連對 | 無黨籍     | 1968年3月1日～1971年10月26日   |      |
| 7    | 林振義 | 無黨籍     | 1971年4月1日～1977年12月30日   |      |
| 8    | 林振義 | 無黨籍     | 1977年12月30日～1982年3月1日   |      |
| 9    | 張連對 | 無黨籍     | 1982年3月1日～1986年3月1日     |      |
| 10   | 張連對 | 無黨籍     | 1986年3月1日～1990年3月1日     |      |
| 11   | 蔡遜章 | 無黨籍     | 1990年3月1日～1994年3月1日     |      |
| 12   | 蔡遜章 | 無黨籍     | 1994年3月1日～1996年3月1日     |      |
|      | 鄭春波 | 無黨籍     | 1996年3月1日～1998年3月1日     | 代理 |
| 13   | 汪謙仁 | 無黨籍     | 1998年3月1日～2002年3月1日     |      |
| 14   | 汪謙仁 | 無黨籍     | 2002年3月1日～2006年3月1日     |      |
| 15   | 林沐惠 | 民主進步黨 | 2006年3月1日～2010年3月1日     |      |
| 16   | 林沐惠 | 民主進步黨 | 2010年3月1日～2014年12月24日   |      |
| 17   | 楊秀玉 | 民主進步黨 | 2014年12月25日～2018年12月24日 |      |
| 18   | 楊秀玉 | 民主進步黨 | 2018年12月25日～2022年12月24日 |      |
| 19   | 嚴珮瑜 | 民主進步黨 | 2022年12月25日～2026年12月24日 | 現任 |

### 鄉政組織
鹿草鄉公所是鹿草鄉最高層級的地方行政機關，在中華民國政府架構中為鄉自治的行政機關，同時負責執行縣政府及中央機關委辦事項，鹿草鄉的自治監督機關為嘉義縣政府。鄉長由全體鄉民直接選舉產生，任期為四年，可連選連任一次。鹿草鄉公所在鄉長之下，設有5課4室等9個內部單位及3個附屬機關。
鹿草鄉民代表會是鹿草鄉的最高民意機關，代表鹿草鄉全體鄉民立法和監察鄉政。鄉民代表由公民直選選出，任期為四年，可連選連任。鹿草鄉民代表會共有11位鄉民代表，分別為第一選區5席鄉民代表、第二選區4席鄉民代表、第三選區2席鄉民代表，主席、副主席由11位鄉民代表互選產生。

### 行政區
鹿草鄉共轄15村，依據鹿草鄉民代表會的選區劃分，可分為三個區域，其行政區域分布情形為：
| 次分區   | 村名   | 村名   | 村名   | 村名   | 村名   | 村名   | 村名   |
| -------- | ------ | ------ | ------ | ------ | ------ | ------ | ------ |
| 第一選區 | 後寮村 | 鹿東村 | 鹿草村 | 西井村 | 豐稠村 | 重寮村 | 施家村 |
| 第二選區 | 下潭村 | 光潭村 | 碧潭村 | 松竹村 | 竹山村 |        |        |
| 第三選區 | 後堀村 | 三角村 | 下麻村 |        |        |        |        |

### 警察局
- 嘉義縣警察局水上分局
  - 鹿草分駐所：西井村長壽路242號
  - 後堀派出所：後堀村後堀61號
  - 下潭派出所：光潭村下潭152號

### 監獄
- 嘉義監獄：豐稠村維新新村1號
- 嘉義看守所：豐稠村信義新村1號

### 消防局
- 嘉義縣消防局第一大隊
  - 鹿草消防分隊：西井村鹿環西路3號

## 經濟

### 商業
- 公營單位
  - 中華電信 鹿草服務中心：鹿草路65號
  - 台灣電力公司 鹿草服務所：鹿草路362號
  - 農田水利署嘉南管理處 鹿草工作站：長壽路472號

- 金融機構
  - 中華郵政 鹿草郵局：長壽路222號
  - 鹿草鄉農會：長壽路208號

### 工業
- 馬稠後產業園區

### 特產
- 西瓜
- 木瓜
- 香瓜
- 高粱
- 甜玉米
- 哈密瓜
- 黃秋葵
- 菱角

## 文化

### 信仰中心
- 中寮安溪城隍廟
- 鹿草圓山宮
- 余慈爺公廟
- 安溪二隍殿
- 鹿草新安宮
- 鹿草開山宮
- 鹿草慈善宮
- 鹿東泰安宮
- 碧潭龍湖宮
- 下潭雲龍宮
- 松竹慈德寺
- 開台聖王府
- 竹山保安宮
- 龜佛山廣福宮
- 毛蟹行鐘福宮
- 三角開天宮
- 後崛樹德宮
- 麻豆店順天宮
- 頂半天慈雲寺
- 後寮永泰宮
- 馬稠後保安宮
- 海豐明安宮
- 下半天教會：位於下麻村，創設於1889年1月1日，屬鹿草重要的基督信仰中心，為台灣少數百年教會之一，近大門處留有百餘年歷史之初代禮拜堂，為鹿草重要史蹟。

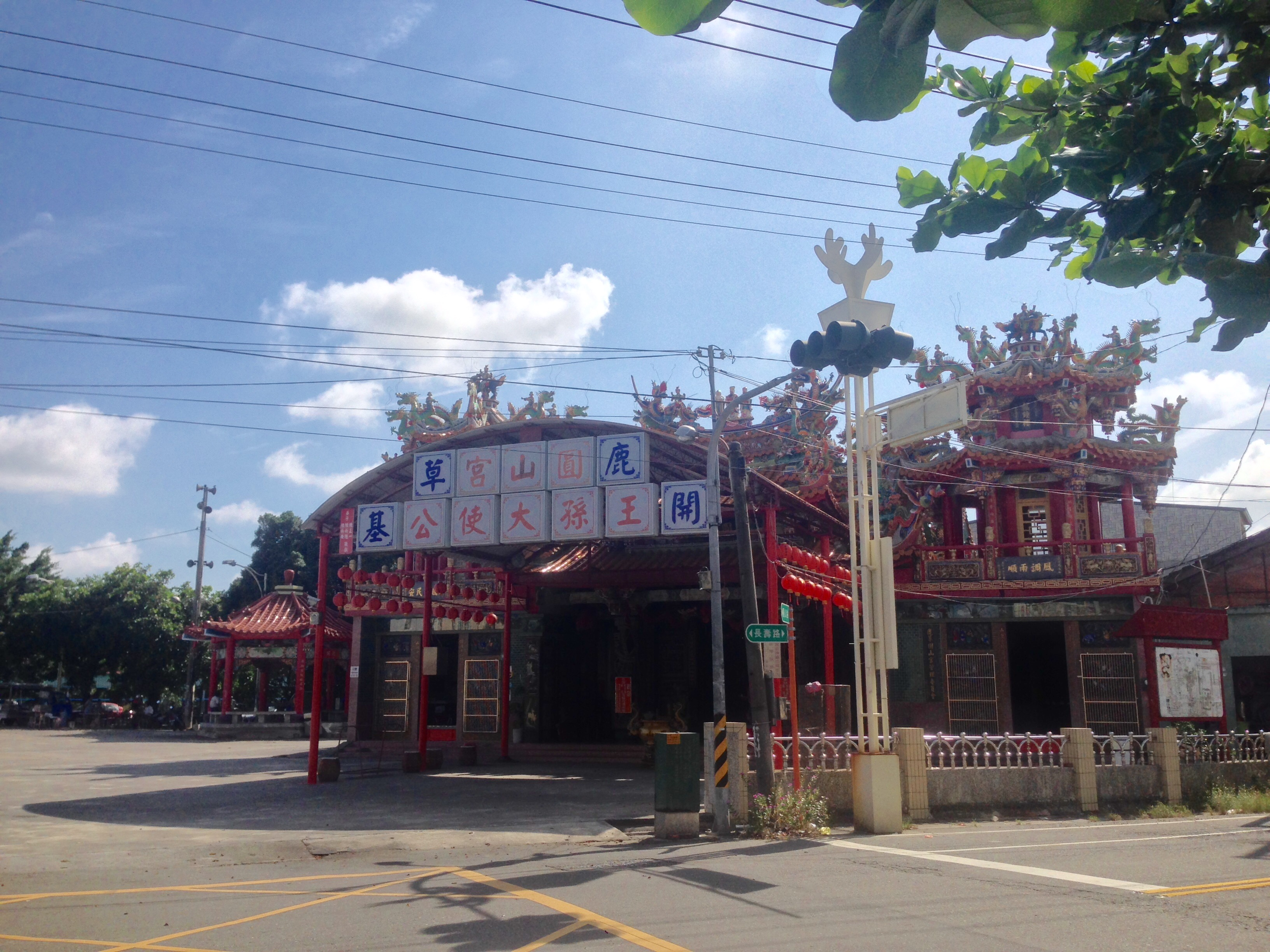
鹿草圓山宮
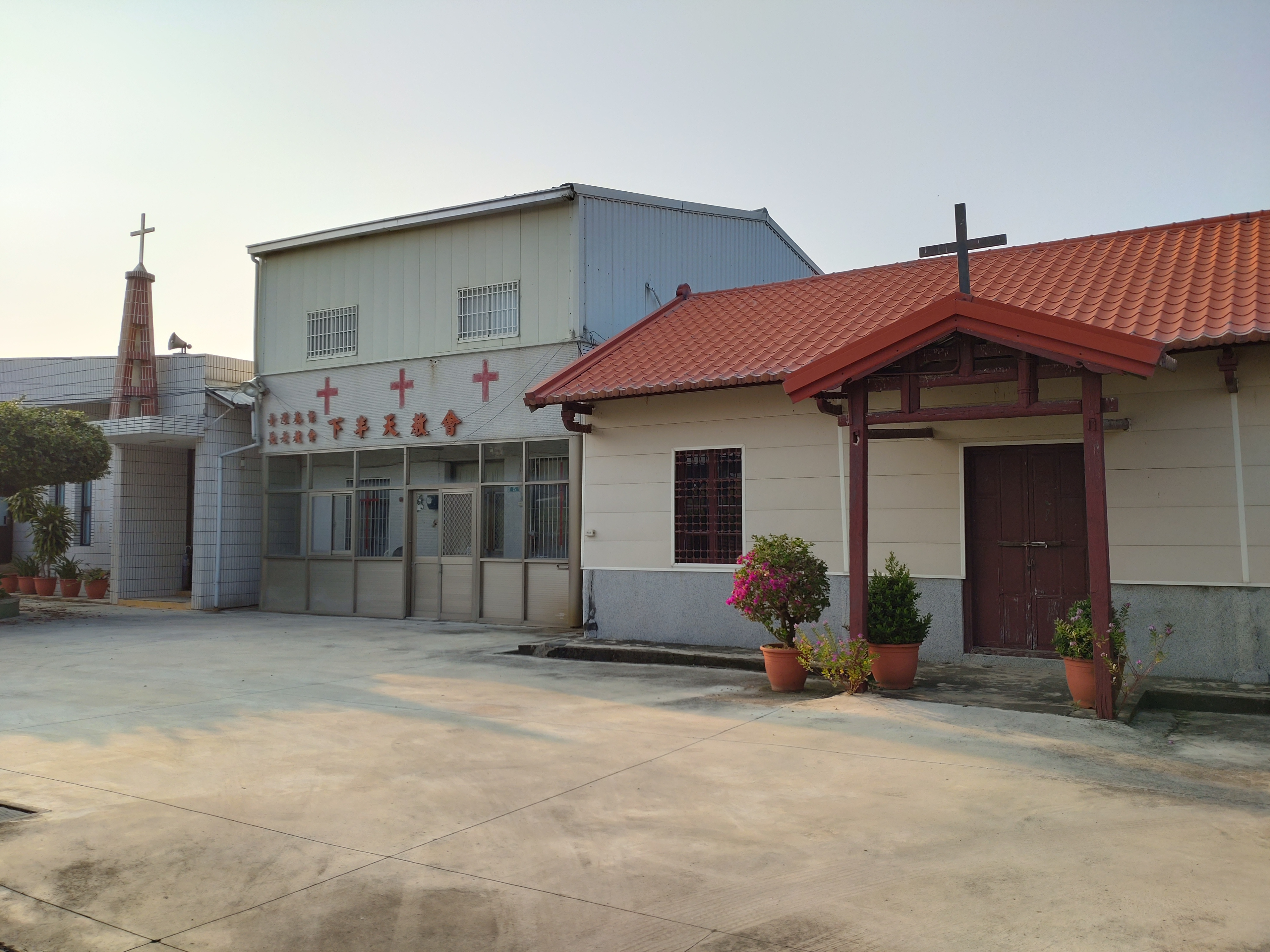
下半天教會

### 節慶活動
- 西瓜節
- 秋葵節
- 採芒節
- 中秋搏餅活動
- 埤頭堀涸魚季
- 圓山宮火馬季

## 教育

### 教育簡史
鹿草國民小學為全鄉歷史最悠久的學校，創立於1910年（日明治43年），原稱「鹿仔草公學校」，校址位於鹿草聚落西部（現屬西井村）。1922年（大正11年）改名為「鹿草公學校」。1945年（民國34年）改名為鹿草鄉第一國民學校，1946年改名為鹿草國民學校。
下潭國民小學也是一所日治時期即已存在的老學校，其前身為1919年（大正8年）創立的後壁庄菁寮公學校下潭分教場，校址白鬚公潭堡下潭庄西南側（現屬光潭村），1920年升格為下潭分校。1921年，分校獨立為「下潭公學校」，1941年（昭和16年）改名為下潭國民學校。
後塘國民小學是另一所成立於日治時期的老學校，原為1928年（昭和3年）設立的鹿草公學校後堀分教場，校址位於後堀聚落西側（現屬三角村）。1939年獨立為「後堀公學校」。1945年改名為後堀國民學校，1950年更名為後塘國民學校。
竹園國民小學位於竹子腳聚落東南側（屬松竹村）創立於1952年，原為下潭國民學校竹園分校，1954年獨立為竹園國民學校。
重寮國民小學位於中寮聚落，創立於1952年，原為鹿草國民學校重寮分校，1955年獨立為重寮國民學校。
碧潭國民小學位於頂潭聚落（碧潭村）創立於1957年，原為下潭國民學校碧潭分校，1967年獨立為碧潭國民學校。2021年停辦裁併。
1968年配合實施九年國民教育，各國民學校一律改稱為國民小學。

### 國民中學
| # | 學校名稱             | 學校地址          |
| 1 | 嘉義縣立鹿草國民中學 | 鹿草鄉鹿草路132號 |

### 國民小學
| # | 學校名稱                 | 學校地址               |
| 1 | 嘉義縣鹿草鄉鹿草國民小學 | 鹿草鄉長壽路221號      |
| 2 | 嘉義縣鹿草鄉竹園國民小學 | 鹿草鄉松竹村竹子腳69號 |
| 3 | 嘉義縣鹿草鄉後塘國民小學 | 鹿草鄉三角村毛蟹行11號 |
| 4 | 嘉義縣鹿草鄉下潭國民小學 | 鹿草鄉光潭村下潭196號  |
| 5 | 嘉義縣鹿草鄉重寮國民小學 | 鹿草鄉重寮村中寮160號  |

## 醫療院所

### 公立機關
- 鹿草鄉衛生所：長壽路226巷2號

### 民間診所
- 中醫
  - 王竣禾中醫診所：鹿草路278號

- 西醫
  - 政國診所：長壽路241號
  - 德南診所：鹿草路335號
  - 石健男診所：長壽路322號

- 牙醫
  - 快樂牙醫：鹿草路308號

- 藥局
  - 嘉恩藥局：鹿草路261號附2
  - 全信藥局：後崛村66號

## 交通

### 公車資訊
- 嘉義縣公車處
  - 166 高鐵嘉義站－鹽水
- 嘉義客運
  - 7207 嘉義－竹子腳－鹽水－新營轉運站
  - 7208 嘉義－重寮－鹽水－新營轉運站
  - 7213 嘉義－鹿草－樹林頭
- 新營客運（大台南公車）
  - 黃9    新營站－後壁－高鐵嘉義站
  - 黃16-1 白河站－菁寮－高鐵嘉義站

### 公路
- 國道一號（中山高速公路）
  - 272 嘉義系統嘉義系統交流道
- 台82線：東西向快速道路（東石－嘉義）線
  - 14 祥和祥和交流道
  - 18 鹿草鹿草交流道
  - 22 嘉義系統嘉義系統交流道
- 台37線：高鐵橋下嘉義段道路
- 縣道163號：水上鄉 －鹿草鄉 －義竹鄉
- 縣道167號：朴子市 －鹿草鄉 －太保市
- 縣道170號：朴子市 －鹿草鄉

## 旅遊

### 景點
- 冷研碳索館
- 艾美筑植物萃取工坊
- 策馬橋飛輿自行車道
- 鹿仔草民俗文化學堂
- 鹿口廊道
- 幕後咖啡

### 伴手禮
- 順發餅舖
- 益誠福壽麵
- 百懿麵

## 外部連結
- 鹿草鄉公所（页面存档备份，存于）
- 鹿草鄉公所粉絲專頁（页面存档备份，存于）
- 鹿仔草好趣處（页面存档备份，存于）